# Monotoma pusilla
Monotoma pusilla es una especie de coleóptero de la familia Monotomidae.

## Distribución geográfica
Habita en Panamá.